# Soy tu aventura (película)
Soy tu aventura es una película argentina, escrita y dirigida por Néstor Montalbano y protagonizada por Diego Capusotto, Luis Luque y Luis Aguilé. El productor fue Marcelo Schapces para Barakacine. Fue estrenada el 16 de octubre de 2003.
Filmada en Patricios, el pueblo natal del director, en el partido de Nueve de Julio, cuenta la historia de dos primos (Luque y Capusotto) que están en bancarrota y deciden secuestrar al cantante Luis Aguilé, suponiendo que obtendrán un gran rescate y, por torpeza, terminan en un pueblito donde vivirán una historia que llega a superar la locura del secuestro. Entre la parodia y el homenaje, la película recupera la estética kitsch del cine de las décadas de 1960 y 1970 (en especial las películas de Palito Ortega, Sandro y Raphael) y el humor de Montalbano y Capusotto del programa de TV Todo por dos pesos.

## Reparto
- Diego Capusotto....... Damián Chazarreta
- Luis Luque....... Adrián "Yaco" Ramírez
- Luis Aguilé....... Luis Aguilé
- Jorge Marrale....... Hugo Herrera
- Verónica Llinás....... Amanda Cañete
- Laura Fidalgo....... Dolores
- María Fiorentino....... Luisina
- Fabio Alberti....... Osvaldo Pastorutti (Representante de Aguilé)
- Cleucio Batista....... Vinicius de Moraes
- Maira Grillé....... Vanesa
- Walter Balzarini....... Pascual
- Oscar Avelino....... Laporch
- María Etelvina Ceschin Torres.... Cantante Coro del Camión